# Dmitrij Pantow
Dmitrij Anatoljewicz Pantow (ros. Дмитрий Анатольевич Пантов; ur. 12 września 1969 w Pawłodarze) – kazachski biathlonista, uczestnik mistrzostw świata w biathlonie oraz zimowych igrzysk olimpijskich.
Starty w Pucharze Świata rozpoczął zawodami w Lillehammer w roku 1995 zajmując 74. miejsce w biegu indywidualnym na 20 km. Najlepszy wynik w Pucharze Świata osiągnął w 1994 w Bad Gastein zajmując 3. miejsce w biegu indywidualnym na 20 km.
Jego syn Anton Pantow również jest biathlonistą, olimpijczykiem z Soczi w 2014.

## Osiągnięcia

### Zimowe Igrzyska Olimpijskie
| Rok  | Miejscowość    | Konkurencje | Konkurencje | Konkurencje | Konkurencje | Konkurencje | Konkurencje | Konkurencje |
| Rok  | Miejscowość    | IN          | SP          | PU          | MS          | RL          | MR          | SR          |
| ---- | -------------- | ----------- | ----------- | ----------- | ----------- | ----------- | ----------- | ----------- |
| 1994 | Lillehammer    | 51.         | 48.         | –           | –           | –           | –           | –           |
| 1998 | Nagano         | 49.         | 54.         | –           | –           | 16.         | –           | –           |
| 2002 | Salt Lake City | 49.         | 79.         | –           | –           | –           | –           | –           |

### Mistrzostwa świata
| Rok  | Miejscowość | Konkurencje | Konkurencje | Konkurencje | Konkurencje | Konkurencje | Konkurencje | Konkurencje |
| Rok  | Miejscowość | IN          | SP          | PU          | MS          | RL          | MR          | SR          |
| ---- | ----------- | ----------- | ----------- | ----------- | ----------- | ----------- | ----------- | ----------- |
| 1995 | Anterselva  | 29.         | 27.         | –           | –           | 15.         | –           | –           |
| 1997 | Osrblie     | 24.         | 33.         | 24.         | –           | 18.         | –           | –           |
| 2000 | Oslo        | 70.         | 39.         | 38.         | –           | –           | –           | –           |
| 2001 | Pokljuka    | 45.         | 73.         | –           | –           | –           | –           | –           |

### Puchar Świata

#### Miejsca w klasyfikacji generalnej
| Sezon     | Miejsce |
| --------- | ------- |
| 1993/1994 | 49.     |
| 1995/1996 | 60.     |
| 2001/2002 | 93.     |

#### Miejsca na podium
| Lp. | Dzień     | Rok  | Miejscowość | Konkurencja                | Lokata | Pudła   | Czas biegu  | Strata  | Zwycięzca        |
| --- | --------- | ---- | ----------- | -------------------------- | ------ | ------- | ----------- | ------- | ---------------- |
| 1.  | 8 grudnia | 1994 | Bad Gastein | Bieg indywidualny na 20 km | 3.     | 0+0+0+0 | 55:38,8 min | +47,6 s | Władimir Draczow |